# Arturo de Córdova
Arturo de Córdova, pseudonimo di Arturo García Rodríguez (Mérida, 8 maggio 1908 – Città del Messico, 3 novembre 1973), è stato un attore messicano.

## Biografia
Nato a Mérida nel 1908, Arturo de Córdova si affermò come uno dei maggiori attori messicani della sua generazione, ricevendo sette candidature al Premio Ariel e vincendo il premio al miglior attore tre volte: nel 1952 per Nel palmo della mano, nel 1954 per Le tre moschettiere e nel 1958 per Feliz año, amor mío. 
Lavorò prevalentemente in produzioni sudamericane o spagnole, ma durante gli anni 40 recitò per la Paramount Pictures anche in alcuni film statunitensi, tra cui Per chi suona la campana (1943), L'avventura viene dal mare (1944), Bionda incendiaria (1945) e La città del jazz (1947). Nel 1953 fu diretto da Luis Buñuel nel dramma Lui, interpretando il ruolo di Francisco Galván de Montemayor, un ricco possidente che viene travolto dalla follia. Nel 1967 un'embolia cerebrale gli paralizzò il lato sinistro del corpo, ma riuscì comunque a fare un'ultima apparizione cinematografica nel 1971 nel film El Profe.
Fu sposato con Enna de Arana dal 1933 alla morte, anche se negli ultimi nove anni della sua vita ebbe una relazione extraconiugale con Marga López.

## Filmografia parziale
- Per chi suona la campana (For Whom the Bell Tolls), regia di Sam Wood (1943)
- Hostages, regia di Frank Tuttle (1943)
- L'avventura viene dal mare (Frenchman's Creek), regia di Mitchell Leisen (1944)
- L'ombra dell'altro (A Medal for Benny), regia di Irving Pichel (1945)
- Bionda incendiaria (Incendiary Blonde), regia di George Marshall (1945)
- Mascherata al Messico (Masquerade in Mexico), regia di Mitchell Leisen (1945)
- La città del jazz (New Orleans), regia di Arthur Lubin (1947)
- La dea inginocchiata (La diosa arrodillada), regia di Roberto Gavaldón (1947)
- L'ultimo dei Montecristo (Dios se lo pague), regia di Luis César Amadori (1948)
- Mezzanotte (Medianoche), regia di Tito Davison (1949)
- Santa Cruz (El rebozo de Soledad), regia di Roberto Gavaldón (1952)
- Lui (Él), regia di Luis Buñuel (1953)

## Doppiatori italiani
Nelle versioni in italiano delle opere in cui ha recitato, Arturo de Córdova è stato doppiato da:
- Gualtiero De Angelis in Per chi suona la campana
- Michele Kalamera in Lui